# قرارداد مدیریت گروه اینترنت
قرارداد گروه اینترنت (به انگلیسی: Internet Group Management Protocol، به اختصار IGMP) نام پروتکلی است که در لایهٔ سوم مدل TCP/IP استفاده می‌شود. این پروتکل مدیریت لیست اعضا برای IP Multicasting، در یک شبکه TCP/IP را بر عهده دارد. IP Multicasting، فرایندی است که بر اساس آن یک پیام برای گروهی انتخاب‌شده از گیرندگان، که گروه multicat نامیده می‌شوند، ارسال می‌گردد. IGMP لیست اعضا را نگهداری می‌نماید.